# کاپیکوله
کاپیکوله نام پاسگاه مرزی ترکیه در استان آدرنه در مرز ترکیه و بلغارستان است. همتای کاپیکوله در سمت بلغارستان کاپیتان آندرهو است. این محل دومین پرترددترین گذرگاه مرزی جهان و شلوغ‌ترین در اروپا است.
کاپیکوله در جاده D100 ایالتی و در مسیر E80 اروپایی قرارگرفته است و مهمترین گذرگاه حمل نقل زمینی به سمت کشورهای شرق ترکیه محسوب می‌شود که منتهی به مسیر AH1 شبکه بزرگراهی آسیا ختم می‌شود.
علاوه بر این ایستگاه مرزی ترکیه در غرب کشور دو گذرگاه‌های مرزی حمزه‌بیلی، لاله‌پاشا (در D.535) و دره کوی (در D.555) با کشور بلغارستان و یک گذرگاه ایپسالا (در D.110، E84) به یونان دارد.
ایستگاه راه‌آهن کاپیکوله، در سال ۱۹۷۱، در شمال شهر ساخته شده و پرترددترین ایستگاه مرزی در ترکیه است.
در زمان انقلاب ۱۹۸۹ بلغارستان، گذرگاه مرزی کاپیکوله شاهد خروج گسترده جمعی از ترکها بلغارستان بود که از جمهوری خلق بلغارستان به ترکیه گریختند.

## امکانات پاسگاه مرزی
سالانه حدود ۴۰۰۰۰۰ وسیله نقلیه و ۴ میلیون نفر از مرز در کاپیکوله عبور می‌کنند که معادل ۳۵٪ از کل وسیله نقلیه و ۴۲٪ از کل مسافرینی است که از طریق مرز زمینی از ترکیه خارج می‌شوند.
درحال حاضر، ۱۳ دروازه برای اتومبیل شخصی و اتوبوس و ۵ دروازه برای کامیون برای ورود به کشور و ۷ دروازه اتومبیل شخصی و اتوبوس و ۶ دروازه کامیون برای خروج از کشور در این پاسگاه مرزی وجود دارد. تجهیزات امنیتی پیشرفته مانند دسترسی کنترل شده با کارت هوشمند، سیستم‌های مدار بسته و سیستم‌های بررسی محموله کامیون با اشعه ایکس در این منطقه مرزی نصب شده‌اند. همچنین خدمات مناسب رفاهی شامل رستوران‌های فست فود، فروشگاه‌های معاف از مالیات (فروشگاه‌های مرزی)، سوپر مارکت و بانک و... متناسب با حجم مسافر برخوردار است. مجموعه امکانات مرزی این پاسگاه شامل ۲۴ ساختمان اصلی به مساحت حدود ۱۵۰۰۰ مترمربع و حدود ۲۸۹۰۰۰ مترمربع منطقه جهت بازرسی می‌باشد.